# 7-й набор космонавтов ЦПК ВВС (1978)
7-й набор космонавтов ЦПК ВВС (1978) — набор космонавтов, проводившийся 1-м НИИЦПК имени Ю. А. Гагарина  в 1977—1978 годах среди военных лётчиков авиации ПВО и ВМФ для участия в космической программе «Буран». Это был самый малочисленный набор за всю историю наборов в отряд космонавтов ЦПК ВВС.
Из двух космонавтов набора космический полёт совершил только Александр Викторенко.

## История
7-й набор космонавтов в отряд ЦПК ВВС, состоявшийся в 1977—1978 годах был продолжением 6-го набора 1976 года кандидатов для участия в космической программе «Буран». Единственным отличием было то, что 7-й набор проводился только в частях авиации ПВО и ВМФ. Это был самый малочисленный набор за всю историю наборов в отряд космонавтов ЦПК ВВС.
Отбор кандидатов начался в 1977 году в гарнизонах. Всего было отобрано около 30 человек, которые были направлены на медицинское обследование в Москву в Центральный научно-исследовательский авиационный госпиталь. На заседании Государственной межведомственной комиссии для зачисления в отряд космонавтов ЦПК ВВС были рекомендованы двое: лётчик 15-го отдельного дальнего разведывательного авиационного полка ДКБФ капитан Александр Викторенко и командир авиационной эскадрильи 786 ИАП 16 корпуса ПВО Николай Греков.
23 мая 1978 года приказом Главкома ВВС № 374 они были зачислены в отряд космонавтов ЦПК ВВС на должность слушателей-космонавтов. С мая 1978 года приступили к общекосмической подготовке. С 6 октября 1978 по 2 июля 1979 года проходили подготовку в качестве слушателей 267-го Центра испытания авиационной техники и подготовки лётчиков-испытателей в городе Ахтубинске Астраханской области с целью получения квалификации «лётчика-испытателя» для дальнейших работ по программе «Буран». Затем продолжили общекосмическую подготовку в ЦПК. 16 октября 1979 года во время тренировки в барокамере слушатель Викторенко был поражён электрическим током и при падении получил сотрясение мозга. Несмотря на это, ему удалось вернуться на подготовку.
24 февраля 1982 года оба слушателя окончили общекосмическую подготовку и получили квалификацию «космонавт-испытатель». В космос удалось слетать только Александру Викторенко, причём четыре раза. Николай Греков в декабре 1986 года был отчислен из отряда космонавтов из-за ужесточения медицинских требований к здоровью космонавтов.

## Список космонавтов 7-го набора ЦПК ВВС
| Список космонавтов 7-го набора ЦПК ВВС (1978 год) | Список космонавтов 7-го набора ЦПК ВВС (1978 год) | Список космонавтов 7-го набора ЦПК ВВС (1978 год) | Список космонавтов 7-го набора ЦПК ВВС (1978 год) | Список космонавтов 7-го набора ЦПК ВВС (1978 год) | Список космонавтов 7-го набора ЦПК ВВС (1978 год) | Список космонавтов 7-го набора ЦПК ВВС (1978 год) | Список космонавтов 7-го набора ЦПК ВВС (1978 год) | Список космонавтов 7-го набора ЦПК ВВС (1978 год) |
| №                                                 | Фотография                                        | ФИО                                               | Дата рождения                                     | Порядковый номер                                  | Профессия и место работы до поступления в отряд   | Данные о полётах | Дата выхода из отряда                             | Примечание                                        |
| ------------------------------------------------- | ------------------------------------------------- | ------------------------------------------------- | ------------------------------------------------- | ------------------------------------------------- | ------------------------------------------------- | --- | ------------------------------------------------- | ------------------------------------------------- |
| 1                                                 |                                                   | Викторенко Александр Степанович                   | 29 марта 1947 года                                | 62-й космонавт СССР/России                        | ВМА, лётчик                                       | 22-30.07.1987 «Союз ТМ-3»—«Мир»—«Союз ТМ-2», 06.09.1989-19.02.1990 «Союз ТМ-8» — «Мир», 17.03-10.08.1992 «Союз ТМ-14» — «Мир», 14.10.1994-22.03.1995 «Союз ТМ-20» — «Мир» | 30 мая 1997 года                                  | умер 10 августа 2023 года                         |
| 2                                                 |                                                   | Греков Николай Сергеевич                          | 15 февраля 1950 года                              | —                                                 | ПВО, лётчик                                       | — | 30 декабря 1986 года                              |                                                   |